# 台所町 (名古屋市)
台所町（だいどころちょう）は、愛知県名古屋市西区の地名。1980年（昭和55年）、同区城西二丁目・城西三丁目・花の木一丁目・花の木二丁目・花の木三丁目に編入され、消滅。

## 地理
東は江川端町、西は白塀町・花ノ木町、南は江川町、北は江川横町に接していた。北から1丁目から3丁目が所在した。

### 学区
- 高等学校 - 尾張学区
- 中学校 - 名古屋市立浄心中学校
- 小学校 - 名古屋市立城西小学校

### 人口
国勢調査による人口の推移
| 1950年（昭和25年） | 473人 |  |
| 1955年（昭和30年） | 490人 |  |
| 1960年（昭和35年） | 582人 |  |
| 1965年（昭和40年） | 507人 |  |
| 1970年（昭和45年） | 511人 |  |
| 1975年（昭和50年） | 457人 |  |

## 歴史

### 地名の由来
尾張藩主御台所の仕官の居住地であったことによる。

### 沿革
- 明治4年 - 従来の愛知郡名古屋村の一部より、同郡台所町として成立[1]。
- 1878年（明治11年）12月28日 - 名古屋区成立に伴い、同区台所町となる[1]。
- 1889年（明治22年）10月1日 - 名古屋市成立に伴い、同市台所町となる[1]。
- 1908年（明治41年）4月1日 - 西区成立に伴い、同区台所町となる[1]。
- 1980年（昭和55年）10月12日 - 住居表示の実施に伴い、西区城西二丁目・城西三丁目・花の木一丁目・花の木二丁目・花の木三丁目に編入され、消滅[3]。

## 人物
- 鈴木朖 - 国学者。文化2年より天保4年までの約30年間居住[7]。
- 里村定蔵 - 大工頭[7]。

## 施設
- 名古屋市西図書館